# ドナルド・フランシス・トーヴィー

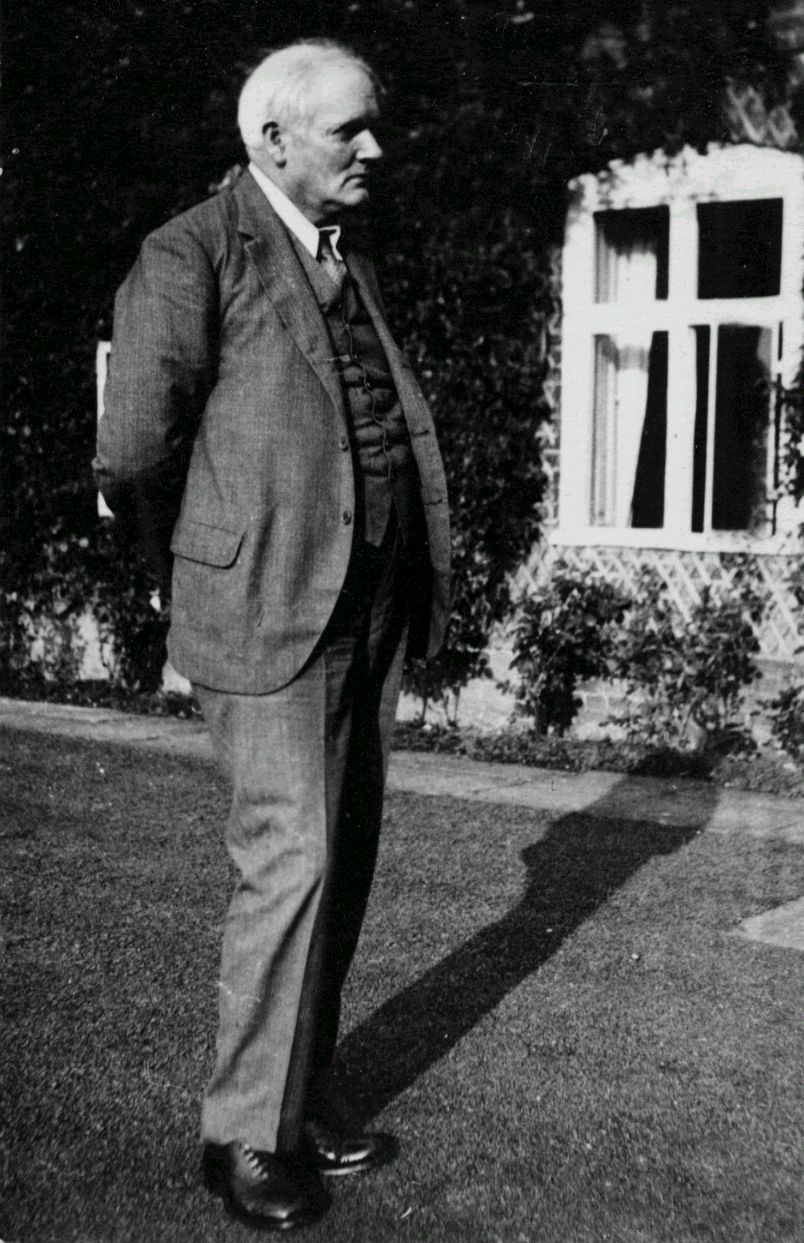
ドナルド・フランシス・トーヴィー

サー・ドナルド・フランシス・トーヴィー（Sir Donald Francis Tovey, 1875年7月17日 - 1940年7月10日）は、イギリスの音楽学者・音楽理論家・作曲家・音楽エッセイスト。楽曲分析や、「ドイツ3大B」の作品に関する著作で有名である。トーヴィやトヴィ、トーヴェイ、トヴェーなどの日本語表記もされている。

## 人物
バークシャーのイートンに生まれる。少年時代からピアノと作曲を学び、最終的にヒューバート・パリーに師事した。ヨーゼフ・ヨアヒムの親友となり、ヨアヒム四重奏団の1905年の演奏会では、ピアニストとしてブラームスの《ピアノ五重奏曲》の上演に参加した。作曲家としてはまずまずの評価を得て、ロンドンだけでなくベルリンやウィーンでも演奏された。自作の《ピアノ協奏曲》は1903年にヘンリー・ウッドの、1906年にはハンス・リヒターの指揮で上演された。1913年には交響曲を作曲している。
この間トーヴィーは、ブリタニカ百科事典』1911年度版の音楽記事の執筆に尽力し、18世紀から19世紀の音楽に関する大部分を書き上げた。1914年にエディンバラ大学で教鞭を執るようになり、そこにリード管弦楽団を設立した。その演奏会のために一連の楽曲解説を執筆し、その多くは最終的に、こんにち最も知られている著書『Essays in Musical Analysis 』に収録された。
後半生においてはさほど作曲も演奏も手懸けなくなる。他人の作品の校正をいくつか行い、1931年にバッハの《フーガの技法》の未完の部分を補筆した。1935年には、パブロ・カザルスのためのチェロ協奏曲と、オペラ《ディオニュソスの結婚（The Bride of Dionysus）》を作曲した。1935年にナイトを受勲し、1940年にエディンバラに没した。
作曲家としては保守的であり、カザルスが擁護したにもかかわらず、ブラームスの影響が非常に顕著で、あまり独創的であるとは言い難いが、堅固で綿密に書かれている。ザンジバル保護国（ザンジバル王国にも継承）の国歌を作曲した。